# Seznam akkadských králů
Seznam akkadských králů zahrnuje všechny vladaře akkadské říše v letech 2334–2154 př. n. l.

## Králové Akkadu

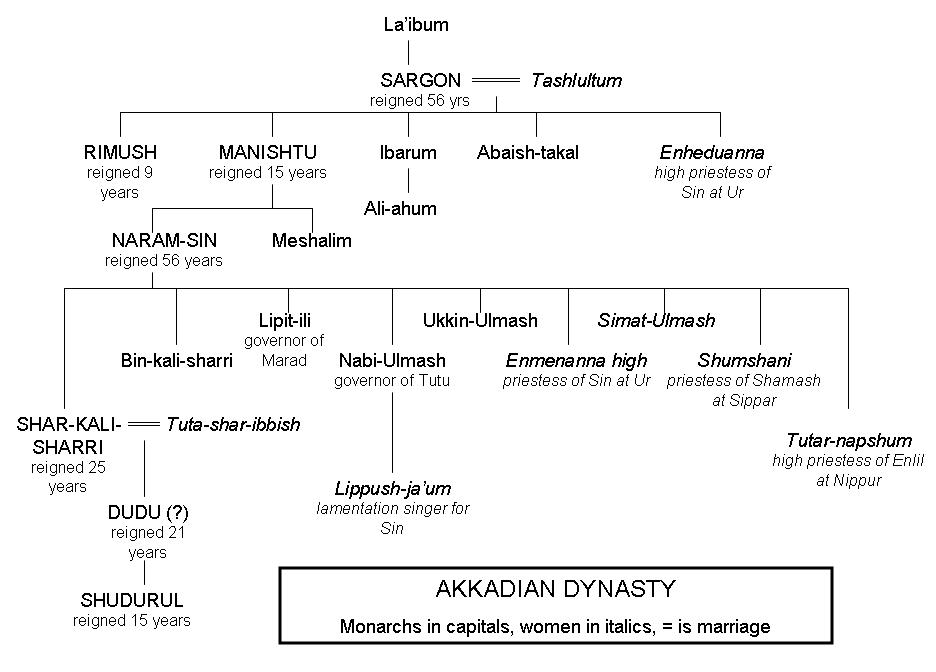
Akkadská dynastie – ženy v kurzívě

- Sargon Akkadský (2334–2279)
- Rímuš (2278–2270)
- Man-ištúšu (2269–2255)
- Narám-Sín (2254–2218)
- Šar-kali-šarrí (2217–2192)
- Igigi (Irgigi)
- Nanum
- Imi
- Dudu (2189–2169)
- Šú-Turul (2168–2154)
- Lilul-DanAkkadská dynastie – ženy v kurzívě